# Gospodinți
Gospodinți (în bulgară Господинци) este un sat situat în partea de sud-vest a Bulgariei, în Regiunea Blagoevgrad. Aparține administrativ de comuna Goțe Delcev. La recensământul din 2011 avea o populație de 508 locuitori.

## Demografie
Componența etnică a satului Gospodinți
     Bulgari (98,03%)
     Nicio identificare (1,96%)
     Altele (0%)
La recensământul din 2011, populația satului Gospodinți era de 508 locuitori. Din punct de vedere etnic, majoritatea locuitorilor (98,03%) erau bulgari. Pentru 1,96% din locuitori nu este cunoscută apartenența etnică.